# Katharine Blake
Katharine Blake (Joanesburgo, 11 de setembro de 1921 - Londres, 1 de março de 1991) foi uma atriz britânica, nascida na África do Sul.

## Carreira
Blake ganhou o BAFTA de Melhor Atriz em Televisão em 1964. Em 1969 e 1970, interpretou a personagem Chris Nourse no primeiro  episódio de Public Eye e depois em Wednesday's Child da série Armchair Theatre; um dos primeiros casos de amor lésbico a ser visto na televisão do Reino Unido. Blake substituiu Googie Withers como Helen Forrester na série Within These Walls da ITV em 1977, mas só apareceu em uma temporada, deixando o papel devido a problemas de saúde.

## Vida pessoal
Blake foi casada com o diretor Charles Jarrott. Ela teve duas filhas, cada uma com pais diferentes, Jenny Kastner (nascida Jacobs), com seu primeiro marido, o ator Anthony Jacobs, e Lindy Greene, com seu segundo marido, o ator e diretor David Greene.